# Synanthedon squamata
 Synanthedon squamata là một loài bướm đêm thuộc họ Sesiidae. Nó được biết đến ở Malawi.